# Peter Luykx
Peter Luykx (Neerpelt, 6 de maig de 1964) és un polític flamenc de la Nieuw-Vlaamse Alliantie. Va ser membre de la Cambra de Representants de Bèlgica entre 2007 i 2008, i va tornar a ser diputat a partir de 2009.